# Establo Sakaigawa

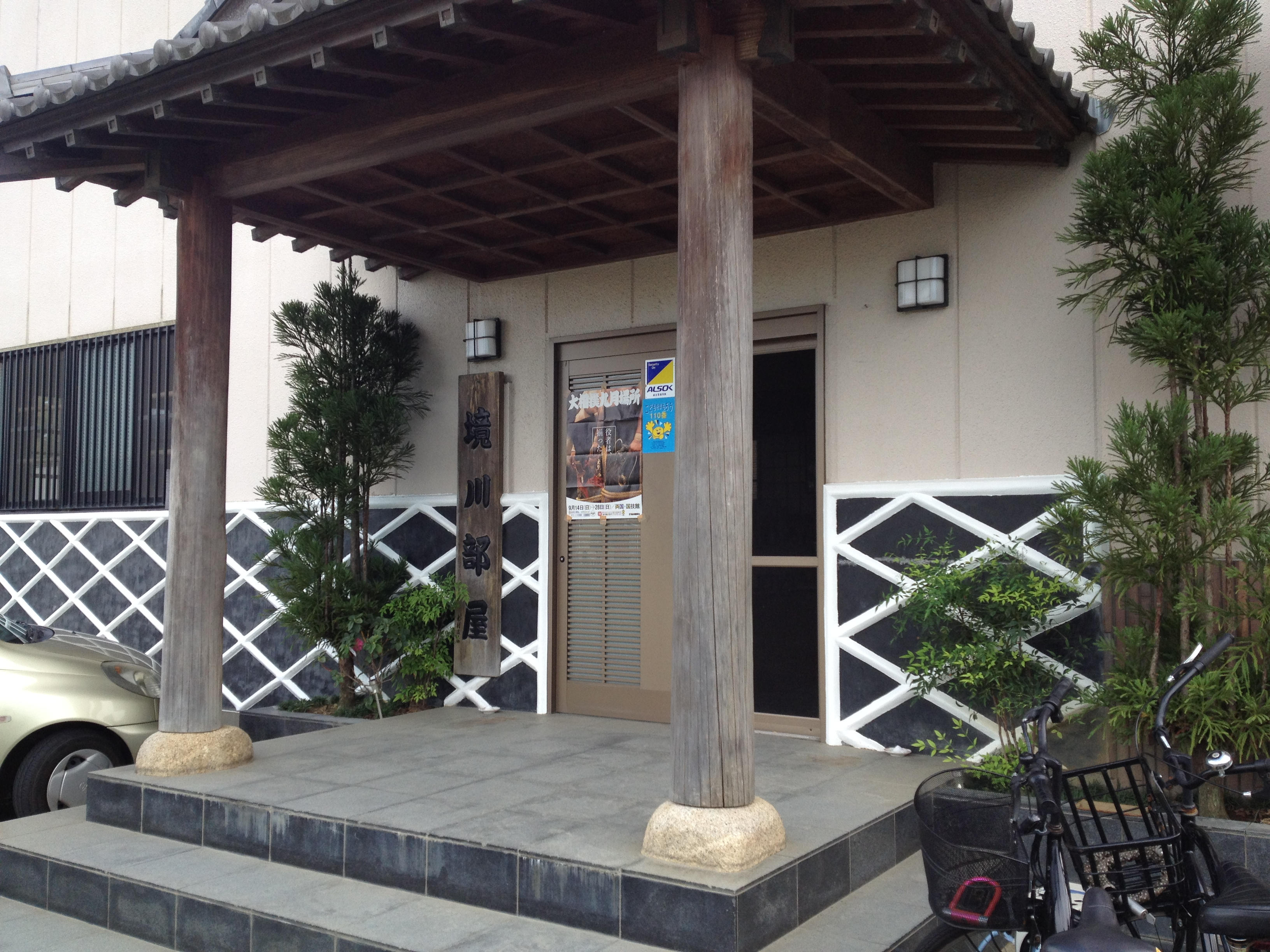
Entrada principal del Establo Sakaigawa

El Establo Sakaigawa (境川部屋, Sakaigawa-beya) es une establo de entrenamiento de sumo profesional. El establecimiento forma parte del ichimon Dewanoumi. Su generación actual fue fundada el 25 de mayo de 1998 por el ex komusubi Ryōgoku Kajinosuke IV tras independizarse del establo Dewanoumi. Originalmente, el establo era conocido como el Establo Nakadachi, sin embargo, cuando el maestro Sakaigawa, el quincuagésimo (50°) yokozuna Sadanoyama, alcanzó la edad de retiro obligatoria establecida por la Asociación Japonesa de Sumo, este heredó el nombre Sakaigawa, por lo que el establo fue renombrado. Para enero de 2023, el establo poseía 19 luchadores, cuatro de ellos clasificados en las dos divisiones más altas del sumo profesional.
El establo es conocido por su entrenamiento riguroso. Dentro del recinto están escritas diez reglas las cuales fueron establecidas por el maestro Sakaigawa (ex komusubi Ryōgoku) y el maestro Ōnaruto (ex maegashira Yoshinotani) al momento de la fundación del establo. Es costumbre que los luchadores reciten estas reglas al finalizar las sesiones de entrenamiento.
En julio de 2005, Satsuki, un luchador de la división sandanme perteneciente al establo, realizó una acción heroica al rescatar a una mujer de un incendió en la prefectura de Aichi durante el torneo de Nagoya. Este dejó la escena sin mencionar su nombre, recibiendo luego una carta de agradecimiento de parte del Departamento de Bomberos de Aichi Konan. En junio de 2020, los luchadores del establo rescataron a otra persona mientras estaban en un grupo que salvó a una mujer de ahogarse en un rio cercano en una aparente intento de suicidio. El Departamento de Policía Metropolitana de Takenotsuka emitió una carta de agradecimiento para el establo.
En abril de 2021, el luchador de 28 años Hibikiryū clasificado en la división sandanme, falleció tras sufrir una caída de cabeza durante un combate de torneo el 26 de marzo. La larga indiferencia de los empleados al rededor del dohyō antes de que Hibikiryū finalmente recibiera ayuda médica profesional pocos minutos después, impactó a los espectadores y generó enormes críticas tanto en línea como en los medios de comunicación acerca de los procedimientos en el sumo, provocando que la Asociación Japonesa de Sumo estudiase la modificación de los protocolos.
En febrero de 2022, el maestro Takekuma (ex ōzeki Gōeidō) se independizó del establo para fundar el suyo propio, el establo Takekuma.

## Nombres de ring
Varios luchadores de este establo adoptan nombres de ring o shikona con el prefijo "Sada" (佐田), extraído de los primeros caracteres del nombre de ring del maestro Sakaigawa original (el quincuagésimo (50°) yokozuna Sadanoyama).

## Dueños
- 1998–presente: El décimo tercer (13°) Sakaigawa (riji, ex komusubi Ryōgoku)

## Luchadores activos destacados
- Hiradoumi (mejor rango: komusubi)
- Sadanoumi (mejor rango: maegashira)
- Tsushimanada (mejor rango: jūryō)

## Entrenadores
- Furiwake Yasunari (toshiyori, ex sekiwake Myōgiryū)
- Sekinoto Ryūta (iin, ex komusubi Iwakiyama)
- Yamashina Ryūta (toshiyori, ex maegashira Toyohibiki)
- Dekiyama Kokan (toshiyori, ex maegashira Hōchiyama)

## Exluchadores destacados
- Gōeidō (ex ōzeki)
- Myōgiryū (ex sekiwake)
- Iwakiyama (ex komusubi)
- Sadanofuji (ex maegashira)
- Hōchiyama (ex maegashira)
- Toyohibiki (ex maegashira)

## Yobidashi
- Yūji (jonidan yobidashi, de nombre real: Yūki Tabata)

## Tokoyama
- Tokoryū (tokoyama de tercera clase)
- Tokoteru (tokoyama de cuarta clase)

## Ubicación y acceso
Toneri 4-3-1, barrio especial de Adachi, Tokio